# The Piano Equation
The Piano Equation (deutsch: Die Piano-Gleichung) ist ein Jazzalbum von Matthew Shipp. Die 2019 in den Park West Studios, Brooklyn entstandenen Aufnahmen erschienen am 22. Mai 2020 auf Whit Dickeys Label Tao Forms.

## Hintergrund
Matthew Shipp hatte bereits in den 1980er-Jahren mit Schlagzeuger Whit Dickey im David S. Ware Quartet gespielt. 2018 hatte Shipp das Soloalbum Zero vorgelegt. Sein darauf folgendes Soloalbum The Piano Equation enthält fünfzehn Originalkompositionen, die Shipp als Klaviersolist aufgenommen, gemeinsam mit Dickey produziert und auf dessen Label veröffentlicht hat. Der Titeltrack, aber auch „Piano in Hyperspace“ und „Tone Pocket“ enthielten ruhige, manchmal pastoral wirkende Melodien, nicht ohne messerscharfe Unterstreichungen, notierte Karl Ackermann. Auf „Swing Note from Deep Space“ und „Clown Pulse“ verbinde Shipp frühere Jazz-Einflüsse mit freiem Ausdrucksformen in stark strukturierten Kreationen. Am unkonventionellsten seien „Vortex Factor“, „Radio Signals Equation“ und „Cosmic Juice“ ausgefallen; in jedem dieser Stücke baue Shipp nahezu undurchdringliche Klangschichten auf.

## Titelliste
- Matthew Shipp: The Piano Equation (Tao Forms TAO 01)[2]

1. Piano Equation 5:14
2. Swing Note from Deep Space 4:59
3. Piano in Hyperspace 4:14
4. Vortex Factor 4:16
5. Land of the Secrets 3:29
6. Void Equation 5:59
7. Tone Pocket 4:41
8. Clown Pulse 2:07
9. Radio Signals Equation 7:39
10. Emission 3:31
11. Cosmic Juice 4:49

Alle Kompositionen stammen von Matthew Shipp.

## Rezeption
Nach Ansicht von John Chacona (All About Jazz) zählt The Piano Equation zu den besten Jazzalben des Jahres. Die Redaktion von JazzTimes listete das Album auf Rang 20 der besten Neuveröffentlichungen des Jahres. Nach Meinung von Karl Ackermann, der das Album ebenfalls in All About Jazz rezensierte, sei jeder Titel auf The Piano Equation „ein Erlebnis in verschlüsselter Kommunikation. Es gibt Spannung und aufrührerische Energie mit einer expansiven und hoch entwickelten [Klang]architektur, die die ganze Komplexität zusammenhält.“ In seinen Soloprojekten verliehen Shipps groß angelegte Improvisationen der Musik eine kräftige, aber einladende Qualität, meint der Autor. Es sei ein langjähriges Ziel Shipps gewesen, das Jazzpiano neu zu definieren, und mit sechzig Jahren behaupte er, dass er immer noch „etwas zu sagen“ habe. „Er sagt es hier in einer eigenen Sprache.“
Ebenfalls in All About Jazz schrieb Mark Corroto, Matthew Shipp suche nicht, wie auch Cecil Taylor, Sun Ra oder Thelonious Monk vor ihm, nach der Vergangenheit, sondern gehe unablässig seinen Weg weiter. Und wie diese angesehenen Meister habe Shipp seine eigene Klaviersprache entwickelt, die am besten „als perkussive Dekodierung seiner einzigartigen Doppelhelix-DNA-Signatur“ beschrieben werden könne. Der Titeltrack sei eine Präambel, eine algebraische Gleichung als Prozession. Obwohl uns versprochen wurde, dass es bei diesem Test keine Mathematik geben würde, könne man die Tatsache nicht ignorieren, dass „Shipps Musik dichte und etwas undurchdringliche Gleichungen überall auf die Tafel seines Sounds schreibt“, meint Corroto.
Mike Shanley schrieb in JazzTimes, es sei schwer, ihn als „graue Eminenz“ (elder statesman) zu betrachten, da seine Herangehensweise an das Klavier keine Anzeichen für die Selbstzufriedenheit zeige, die mit dem Alter – Shipp ist Jahrgang 1960 – einhergehen könne. Wenn überhaupt, habe der Pianist die Energie seiner früheren Arbeit verfeinert und eine der markantesten Stimmen auf dem heutigen Klavier perfektioniert. „Diese elf Solostücke wurden spontan erstellt und bieten eine unglaubliche Klarheit des Denkens, wenn sie sich entfalten und erweitern. Shipp ist nie um neue Lösungen verlegen, niemals zufrieden damit, einen Gedanken zu fassen und darüber nachzudenken.“ Es sei gut zu wissen, resümiert Shanley, dass Matthew Shipp keine Anzeichen von Milde aufweise.
Bill Meyer vergab im Down Beat vier Sterne und schrieb, The Piano Equation könne man als die „Summe bestimmter musikalischer Qualitäten“ bezeichnen. „Eines wäre die Klarheit seines Spiels“; so artikuliere Shipp das Thema und die Ausarbeitungen des Titelstücks mit exquisiter Zartheit. Eine andere wäre die Manövrierfähigkeit, die es ihm ermögliche, von einem an Thelonious Monk erinnernden Groove zu dichten, schwindelerregenden Läufen auf „Swing Note from Deep Space“ zu wechseln. Ein weiterer Aspekt seiner Praxis, der besonders bereichernd geworden sei, sei „seine Kodierung komplexer emotionaler Erfahrungen in abstrakten Musikinformationen“, wie er es in der von Duke Ellington abgeleiteten Fantasie „Land of the Secrets“ tue. Dies alles führe zu einer lohnenden Rückkehr zu Shipps unreduzierbarer musikalischen Umgebung.

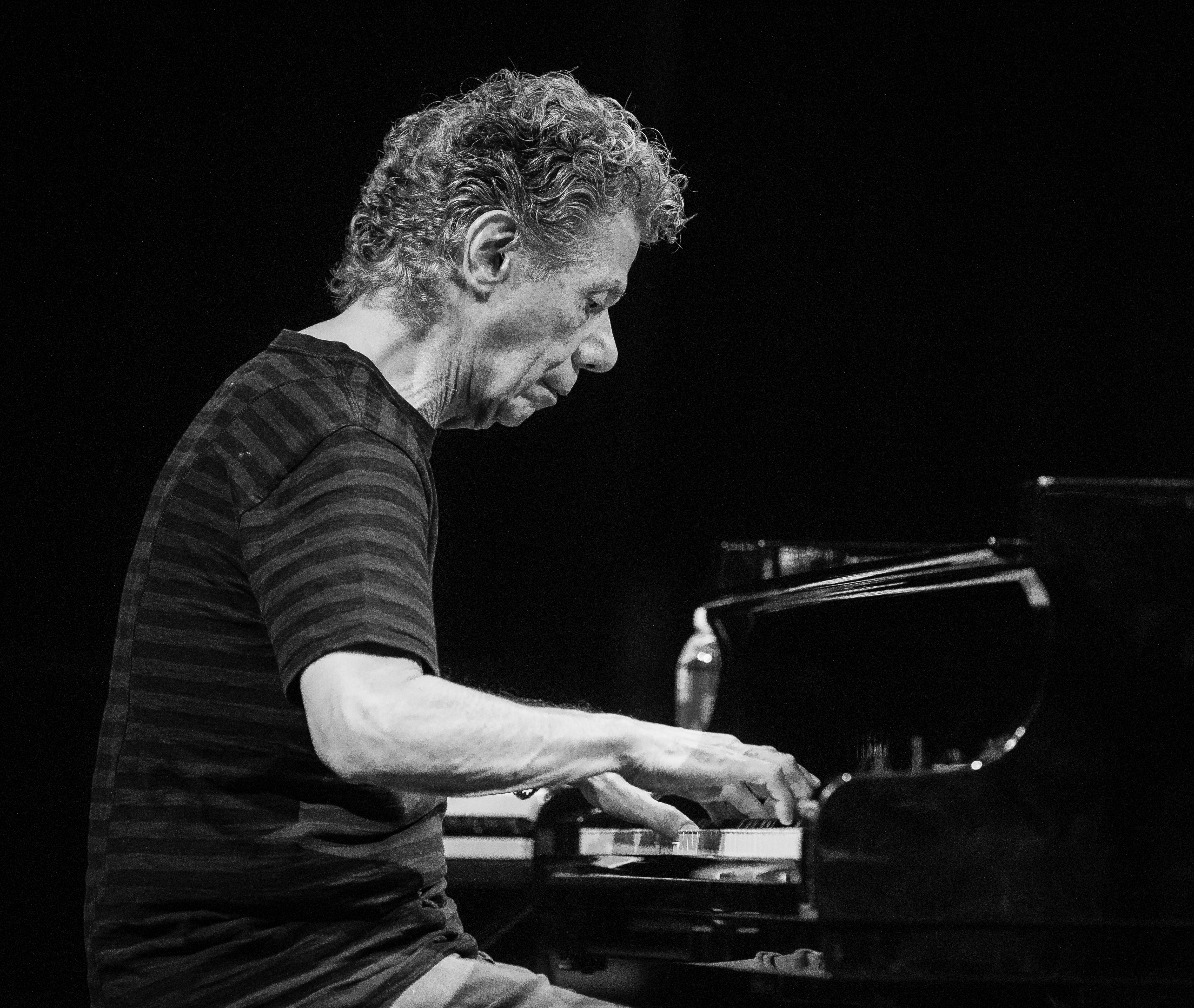
Chick Corea, 2018

Will Layman (Pop Matters) notierte, Matthew Shipps Album sei eine tiefgreifende Leistung. Er habe seinen Klavierstil in etwas Scharfes und Deutliches destilliert – möglicherweise die prägnanteste und überzeugendste Aussage seiner pianistischen Sensibilität. „Shipp hat gezeigt, wie freie Improvisation zu Ergebnissen führen kann, die ohne fast verschwendete Noten auf den Punkt kommen. Und er hat eine Aufnahme gemacht, die in bester Weise mit Dingen wie Keith Jarretts frühem Facing You oder Chick Coreas Piano Improvisations Volume 1 vergleichbar zu sein scheint“; harmonisch dissonanteres Spielen und die knorrigen Patterns und Konzepte, die Shipp selbst eigen sind. Mit diesen elf frei improvisierten Stücken habe er eine Aufnahme von großer Schönheit und Logik produziert, die unterschiedliche Ereignisse schaffe, die gleichzeitig schockierend und schön, gleichermaßen klassisch und gewagt seien.
Jon Turney (London Jazz News) schrieb, Shipp verstehe seine Kompositionen als zellulär, und jedes der elf kurzen Stücke in diesem spannenden Recital ist eine gemessene Miniaturuntersuchung, die von einer anderen Idee ausgehe, doch die mathematische Phantasie impliziere Einschränkungen, die sonst nicht offensichtlich sind. Shipp beherrscht alle abwechslungsreichen Vokabeln des Jazz, der klassischen und der freien Musik und setze sie ein, wie es ihm gefällt. Es gebe hier zwar einige Markenzeichen des Pianisten – so stöbert besonders gern im unteren Register mit starkem Haltepedal und in Abfolgen von Clustern, die fast wie herkömmliche Akkordfolgen klingen, aber immer subtil verschoben sind – aber er spiele so gut wie keine Klischees. Stattdessen herrsche eine angenehme Vielfalt in einem Set, die ein starkes Gefühl für die Suche nach musikalischer Sensibilität vermittle. Er könnte nach Dingen suchen, die Musik nicht ganz liefere – die Töne und einige Titeltitel spielen auf kosmische Ambitionen an. Für diesen Hörer sei es jedoch besser, sie beiseite zu legen und diese Stücke nur als Episoden zu hören, um die Möglichkeiten des Klaviers weiter zu erkunden.
Der Kritiker Doug Ramsey (Rifftides) wies darauf hin, dass das Wörterbuch die Gleichung als „den Akt des Gleichmachens“ definiere. In seinem faszinierenden neuen Soloalbum schaffe der Pianist Matthew Shipp elf neue Musikstücke, bei denen die Gleichheit seiner kraftvollen Hände für den Erfolg des Unternehmens wichtig ist, aber nicht so wichtig wie die fruchtbare Vorstellungskraft, die sein Musizieren leite. Die Titel der Stücke, zum Beispiel „Radio Signals Equation“ und „Cosmic Juice“, können Hinweise auf den Inhalt der Musik geben; aber wie immer bei Shipp liege das Entscheidende in der Art und Weise, wie er die Improvisationen abwickele. Diese Sammlung unbegleiteter Performances zeige Shipp in all seiner kaleidoskopischen Vielfalt.
Nach Ansicht von Steve Feeney (The Arts Fuse) ist Shipps The Piano Equation eine glänzende Solo-Leistung, eine Bestätigung dafür, dass der Erfindungsreichtum des Pianisten unvermindert bleibt, auch wenn er im Jahr der Veröffentlichung seinen 60. Geburtstag feiert. Man bekommt vielleicht die Antwort eines Zuhörers, in Shipps Unternehmungen stoße man auf eine hybride Mischung aus Cecil Taylors abstrakten Clustern mit Keith Jarretts Eintauchen in die Romantik, auch Taylors Vorbild vorherrsche. Aber wie jeder echte Improvisator zaubere Shipp seinen eigenen Wirbel aus unverwechselbaren Ideen. So sei jeder Titel eine Reise durch die fruchtbaren Gedanken des Pianisten. In dieser berauschenden Mischung vermischen sich Elemente des Jazz, sowohl der reflektierenden als auch der extrovertierten Art, mit einer Reihe von Einflüssen: Klassik, Blues, Hip-Hop und so weiter.